# Franz Seinsche
Franz Seinsche (* 10. April 1904 in Bonn; † 12. Dezember 1987 in Essen-Heisingen) war ein deutscher katholischer Priester und Autor mehrerer Jugendbücher.

## Leben
Seinsche wurde vor dem Zweiten Weltkrieg zum Priester geweiht. 1941 war er als Luftwaffensoldat in einer Schreibstube in Dresden rekrutiert. Nachdem er darum gebeten hatte, konnte er in der Hofkirche den Gottesdienst zelebrieren. Der dortige Propst bat ihn, als geistlicher Begleiter der Dresdner Kapellknaben tätig zu werden, da die vormaligen Präfekten Alois Andritzki und Alfons Duschak wegen ihrer kritischen Haltung zum Nationalsozialismus im KZ Dachau interniert waren. In den nächsten Wochen betreute er die Sängerknaben. Hier erzählte er ihnen schon aus seinen bis dahin erschienenen Büchern  "Brandfackeln über den Eifelhöhen", "Jungen im Krieg" und "Blinkfeuer über der Ostsee". Nachdem die Nazis die Auflösung des kirchlichen Internats verordnet hatten, war nur noch ein sporadischer Kontakt zwischen Seinsche und den Sängerknaben möglich. Nach dem Krieg schrieb der Autor inspiriert von dieser Zeit seine Bücher "Heiko" und "Der Sängerkrieg von Willhausen".
Pastoral war Seinsche nach dem Krieg in Essen als Religionslehrer an verschiedenen Schulen tätig. Zudem war er  Fachleiter für katholische Religionslehre am Lehrerseminar Essen und Hausgeistlicher des Kinderheimes auf Schloss Schellenberg in Essen-Rellinghausen. Von 1972 bis 1982 war er Hausgeistlicher auf dem von Nonnen geführten Gutshof Marienhof in Hattingen-Oberelfringhausen. In derselben Zeit zum Beginn der 1970er Jahre kam er durch einen Priesterkollegen wieder in Kontakt zu den Sängerknaben. In den nächsten Jahren besuchte er sie mehrfach und half auch materiell mit Dingen, die in der Mangelwirtschaft der damaligen DDR nur schwer zu besorgen waren. Seinen Lebensabend verbrachte er im Seniorenheim der Pfarrgemeinde Sankt Georg in Essen-Heisingen. Dort verstarb er am 12. Dezember 1987 nach schwerer Krankheit. Beerdigt wurde er auf dem Friedhof in Hattingen-Oberelfringhausen nahe seiner früheren Wirkungsstätte Marienhof.

## Werke (Auswahl)
- Zwölf Verstoßene auf Wallfahrt, Köln, Bachem, 1939
- Eine seltsame Fahrt, Kolping, 1947
- Blinkfeuer über der Ostsee, Köln, Bachem, 1949
- Der Sängerkrieg von Willhausen, Köln, Bachem, 1951
- Heiko – Abenteuer eines deutschen Jungen, Köln, Bachem, 1954
- Die zerbrochene Kerze, Leipzig, St. Benno-Verlag, 1957
- Der Kummerkasten, Steyler Verlag – Wort und Werk, 1987